# Akadinda
Die Akadinda ist ein ugandisches Holmxylophon mit traditionell 17 bis 22 Klangplatten.

## Aufbau
Die Klangplatten ruhen auf zwei Holmen aus Bananenstämmen. Auf einer Akadinda können bis zu 6 Spieler gleichzeitig spielen, auf jeder Seite 3. Der Tonumfang reicht maximal von c bis a’’. Die Akadinda wird vor allem im Süden Ugandas gespielt.
Andere Xylophone sind Balafon, Embaire, Amadinda, Manza, Lengasho und Kponimbo.